# Cedric Jacquemyn
Cedric Jacquemyn (Wilrijk, 8 december 1987) is een Belgisch modeontwerper en alumnus van de Antwerpse Modeacademie.

## Biografie
Cedric Jacquemyn, 8 december 1987, studeerde mode aan de Antwerpse Modeacademie, onderdeel van de Koninklijke Academie van Antwerpen. In het academiejaar 2006/2007 won Jacquemyn de Artos Aanmoedigingsprijs voor zijn bachelor collectie "Hunting For Memories".
Na zijn afstuderen in 2010 beslist Jacquemyn om samen met fotograaf Yves De Brabander het mannenlabel Cedric Jacquemyn op te richten. 

In januari 2011 stelt hij zijn eerste collectie "The Last Glacier, pt II - A/W 2011-12" voor tijdens de modeweek in Parijs.
In 2014 was Cedric Jacquemyn finalist in de categorie Menswear van de International Woolmark Prize, een modeprijs die in het leven werd geroepen door The Woolmark Company om merinowol te promoten.
Cedric Jacquemyn was een van de ontwerpers die in 2015 deel uitmaakten van de groepsexpo "De Belgen, een onverwacht modeverhaal" in BOZAR, Brussel.
In het najaar van 2022 is Jacquemyn begonnen als Visiting Design Professor aan de modeafdeling van de Lebanese American University in Beiroet, Libanon. Hij werkt er binnen de opleiding Modeontwerp aan de faculteit Architecture & Design, die in 2013 werd opgericht door de Libanese ontwerper Elie Saab. Cedric Jacquemyn doceert maatwerk aan het derde jaar en zal laatstejaars studenten begeleiden bij hun afstudeerproject.

## Label
Cedric Jacquemyn ontwerpt mannenmode die wordt omschreven als donker romantisch. Jacquemyn onderscheidt zich door vakmanschap en ambacht. In zijn ontwerpen experimenteert hij onder meer met paardenleer en koper. In een artistieke dialoog met fotograaf Yves De Brabander wordt een visuele stijl uitgestippeld. De Brabander is artdirector en verantwoordelijk voor de commerciële en administratieve kant van het label.

De collecties zijn telkens zeer conceptueel geladen. Ze worden gevormd vanuit een politiek en historisch bewustzijn.